# Oliver Christensen
Oliver Christensen (sinh ngày 22 tháng 3 năm 1999) là một cầu thủ bóng đá chuyên nghiệp người Đan Mạch thi đấu  ở vị trí thủ môn cho câu lạc bộ Bundesliga Hertha BSC và đội tuyển quốc gia Đan Mạch.